# Multimediální databáze
Multimediální databáze (resp. databázový systém) je databázový systém, který dokáže spravovat multimediální data. Příkladem takového systému je Oracle interMedia.
Multimediální data jsou nestrukturovaná data vyznačující se velkým objemem (jedna položka může mít desítky až tisíce megabajtů). Příkladem jsou 2D obrázky, 3D modely, video, audio, dokumenty a jejich kombinace. Tato data obsahují často také metadata (např. Exif u obrázků, ID3 tag u MP3).
Dotazování a získávání informací z kolekcí uložených dat může probíhat podle popisu nebo obsahu.
Příkladem databázového dotazu v takovémto systému je nalezení nejpodobnějších obrázků k danému obrázku (tzv. podobnostní vyhledávání).